# Alfred Andersch
Alfred Hellmuth Andersch (* 4. Februar 1914 in München; † 21. Februar 1980 in Berzona, Schweiz) war ein deutscher Schriftsteller und ein zeitkritischer Autor der Nachkriegsliteratur, der sich mit zahlreichen Essays an politischen Diskussionen beteiligte. Andersch war Herausgeber literarischer Zeitschriften, Rundfunkredakteur und Gründungsmitglied der Gruppe 47.

## Leben

### 1914 bis 1939
Alfred Andersch stammte aus einem bürgerlich-konservativen Elternhaus. Er war der mittlere von drei Söhnen des Tierarztes, späteren Buchhändlers, Immobilienkaufmanns und Versicherungsagenten Alfred Andersch (1875–1929) und dessen Ehefrau Hedwig, geb. Watzek (1884–1976).  Sein jüngerer Bruder war der Maler und Grafiker Martin Andersch (1921–1992). Vater Andersch war 1920 in die NSDAP eingetreten und starb 1929 an den Spätfolgen einer Verwundung, die er sich als Offizier im Ersten Weltkrieg zugezogen hatte.
Das Wittelsbacher-Gymnasium in München verließ Alfred Andersch nach der Untertertia wegen schlechter Noten, deren Ursache er auch in der pädagogischen Haltung seiner Lehrer sah. Direktor des Gymnasiums war Joseph Gebhard Himmler gewesen. Die Erinnerungen an ihn verarbeitete Andersch in der Hauptfigur seiner letzten Erzählung Der Vater eines Mörders, die 1980 postum veröffentlicht wurde. Anderschs damaliger Klassenkamerad Otto Gritschneder verwahrte sich gegen die erzählerische Darstellung des Direktors als „Pädago-Sadist“. Breiten Zuspruch erfuhr Andersch in der Literaturszene, die auf die grundsätzliche Differenz zwischen einer biographischen Anregung und der typisierenden Konstruktion literarischer Figuren hinwies.
Nach einer Buchhändlerlehre wurde Alfred Andersch arbeitslos. Er trat 1930 der KPD bei und wurde 1932 Organisationsleiter des Kommunistischen Jugendverbandes in Südbayern. Nach eigenen Angaben wurde er 1933 von den nationalsozialistischen Machthabern infolge der Reichstagsbrandverordnung inhaftiert und verbrachte drei Monate im KZ Dachau. Recherchen des Hörfunk-Autors Bernhard Setzwein ergaben in den Dachauer Archiven keine Anhaltspunkte für einen Aufenthalt Anderschs im KZ Dachau. Bei der Aushebung einer kommunistischen Druckerei wurde er im September 1933 erneut verhaftet und verhört. Er entging einer (zweiten) Internierung in Dachau durch ein glaubwürdig vorgebrachtes Alibi.
Um weiterer Verfolgung zu entgehen, gab Andersch die politische Arbeit auf. Er fand eine Stelle bei einer Verlagsbuchhandlung und unternahm 1934 seine erste Reise nach Italien mit seiner Freundin Angelika Albert (* 1906), der Tochter des Chemikers Eugen Albert. Nach der Hochzeit im Mai 1935 unternahm das Paar eine zweite Italienreise. 1937 wurde Andersch von seinem Schwager Fritz Albert als Werbeleiter an die Fotopapierfabrik Leonar in Hamburg-Wandsbek geholt. In diesem Jahr begann er ernsthaft mit dem Schreiben von Erzählungen. Ein wichtiger Ratgeber in literarischen Dingen war für ihn der Münchener Privatgelehrte Günther Herzfeld-Wüsthoff, der ihm riet, sich an großen Formen zu schulen, wie z. B. den Werken von Leopold von Ranke, Stendhal oder Thomas Mann.

### 1940 bis 1945
Am kontinuierlichen Schreiben wurde Andersch durch den Zweiten Weltkrieg gehindert: 1940 wurde er zum ersten Mal zur Wehrmacht eingezogen und beim Westfeldzug in Frankreich eingesetzt. Im Herbst desselben Jahres lernte er während eines Fronturlaubs in Köln die verheiratete Malerin und Lehrerin Gisela Groneuer, seine spätere zweite Frau, kennen. 1941 wurde Andersch – möglicherweise aufgrund einer Selbstanzeige – wegen seiner Ehe mit einer nach den Nürnberger Gesetzen „Halbjüdin“ vorläufig aus der Wehrmacht entlassen. Als Büroangestellter bei einer Kosmetikfirma in Frankfurt am Main begann er ein Liebesverhältnis mit Gisela Groneuer.
1942 trennte sich Andersch von seiner Frau Angelika, die Ehe wurde 1943 geschieden. Angelika und ihre Tochter Susanne (geb. 1938) überlebten mit Hilfe der Mutter Anderschs die NS-Zeit, seine Schwiegermutter Ida Hamburger wurde 1942 in das Ghetto Theresienstadt deportiert und fiel dem Holocaust zum Opfer. Um das Recht zu publizieren zu erlangen, gab er sich in einem Antrag an die Reichsschrifttumskammer vorzeitig als geschieden aus. In der Folge wurde Andersch 1943 erneut zum Kriegsdienst eingezogen.
Am 7. Juni 1944 desertierte Andersch als Obersoldat der 20. Luftwaffen-Felddivision bei Oriolo nördlich Rom und lief zur US-Armee über. Von 1944 bis 1945 war er Kriegsgefangener in Louisiana, Rhode Island und Fort Hunt Park, Virginia; er arbeitete als Redakteur an der Lagerzeitung Der Ruf – Blätter für deutsche Kriegsgefangene mit. Gegenüber den Amerikanern berief er sich auf seine vormalige Ehe mit einer „Halbjüdin“, um nach Deutschland zurückkehren zu können. Der Historiker Felix Römer charakterisierte Andersch im Rahmen des von Sönke Neitzel geleiteten Projekts Kriegswahrnehmung und Kollektivbiographie als Vertreter eines regimekritischen, aber auch konformistischen Segments in der Wehrmacht, der wie andere gebildete, national orientierte Bürgerliche zwar die NS-Herrschaft entschieden abgelehnt, sich aber nahezu widerspruchslos in die Streitkräfte des NS-Staats integriert habe.
1945 kehrte Andersch nach Europa zurück und lebte zunächst in Darmstadt.

### 1946 bis 1958
Andersch arbeitete von 1946 bis 1947 als Redaktionsassistent Erich Kästners bei der Neuen Zeitung in München. Mit der amerikanischen Besatzungspolitik war er unzufrieden. Von den fünf D (Demokratisierung, Denazifizierung, Demilitarisierung, Dezentralisierung, Demontage) schien ihm insbesondere die Demokratisierung unzureichend verwirklicht. Anderschs teilweise am französischen Existentialismus orientierte Positionen waren nicht die der Neuen Zeitung, so dass er beschloss, eine eigene Zeitschrift herauszugeben: zusammen mit Hans Werner Richter die in der amerikanisch besetzten Zone publizierte Monatsschrift Der Ruf.
Weil Andersch und Richter im anbrechenden Kalten Krieg nicht bereit waren, sich eindeutig pro-amerikanisch zu positionieren, sondern eine deutlich linke Position einnahmen, die zwischen Ost und West zu vermitteln suchte, wurde ihnen die Herausgeberschaft entzogen. Die offizielle Begründung war Nihilismus. Sie beschlossen, eine neue Zeitschrift zu gründen, die sich verstärkt auf Literatur konzentrieren sollte. 1947 organisierten sie dafür ein Treffen von Schriftstellern und Literaturkritikern. Eine Lizenz für die Herausgabe der Zeitschrift wurde ihnen verweigert. Das Treffen gilt jedoch als erste Zusammenkunft der Gruppe 47.
Von 1948 bis 1958 arbeitete Andersch als kulturell-literarischer Rundfunkredakteur: erst für das Abendstudio des Hessischen Rundfunks, dann für den Süddeutschen Rundfunk. Als Herausgeber der Buchreihe studio frankfurt (1952 bis 1954) und der Zeitschrift Texte und Zeichen (1955 bis 1957) und als Gründer und Leiter der Redaktion Radio-Essay beim Süddeutschen Rundfunk förderte er neue und ungewöhnliche Literatur, etwa die von Ingeborg Bachmann und Arno Schmidt.
1950 heiratete Andersch seine zweite Frau Gisela Groneuer, geb. Dichgans, mit der er bis 1952 auf der Burg Kerpen bei Daun in der Eifel lebte. Sie brachte vier Kinder mit in die Ehe: Peter (geb. 1937), Cordula, Michael (geb. 1940) und Martin (geb. 1945), von denen Andersch die beiden jüngsten, Michael und Martin, adoptierte. Die gemeinsame Tochter Annette kam 1950 zur Welt. 1952 zog das Ehepaar nach Hamburg.

### 1958 bis 1980
Ab 1958 wohnte Andersch in Berzona im Valle Onsernone im Tessin; unter den Nachbarn waren Max Frisch und Golo Mann. Sein Umzug in die Schweiz war auch ein Protest gegen die politische, gesellschaftliche und kulturelle Entwicklung der Bundesrepublik Deutschland; 1972 erhielt er das Schweizer Bürgerrecht. Er lebte als erfolgreicher freier Schriftsteller und ging mit seiner Frau auf ausgedehnte Reisen.
Andersch spielte weiterhin eine bedeutende Rolle in der deutschen Literaturszene und unterhielt zahlreiche Korrespondenzen, etwa mit Ingeborg Bachmann, Johannes R. Becher, Heinrich Böll, Günter Eich, Hans Magnus Enzensberger, Günter Grass, Helmut Heißenbüttel, Wolfgang Koeppen, Martin Walser und Peter Weiss. 1976 veröffentlichte er das Gedicht Artikel 3 (3), in dem er Kritik am Radikalenerlass übte. Seine drastische Formulierung „das neue kz ist schon errichtet“ löste eine heftige Kontroverse aus.
Ab 1970 war er Mitglied der Deutschen Akademie für Sprache und Dichtung.

Alfred Andersch, in den letzten drei Lebensjahren auf Dialyse angewiesen, starb am 21. Februar 1980 an Nierenversagen. Sein Grab befindet sich auf dem Friedhof von Berzona.

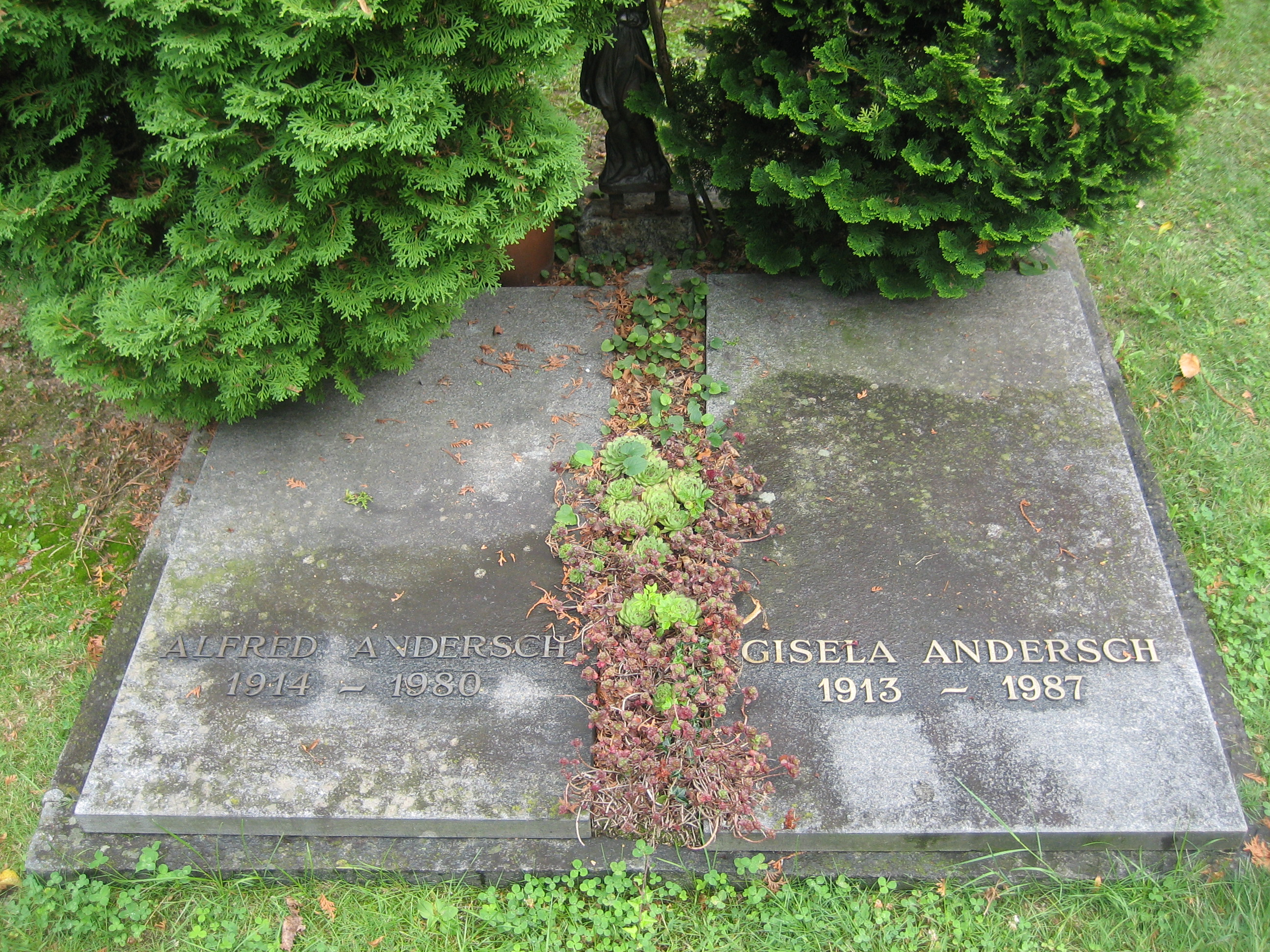
Grabsteine von Alfred und Gisela Andersch in Berzona

## Werk
Alfred Andersch zählt zu den zeitkritischen Autoren der Nachkriegsliteratur. In seinen Romanen, Erzählungen, Hörspielen und wenigen Gedichten ist das zentrale Thema die Willensfreiheit des Einzelnen. 1952 erschien hierzu sein autobiographischer Bericht Die Kirschen der Freiheit, in dem Andersch die Erfahrung der eigenen Fahnenflucht aufgriff und als Entscheidung zur Freiheit im Sinne des Existentialismus interpretierte.
Der Roman Sansibar oder der letzte Grund nimmt dieses Thema wieder auf, ebenso wie die Folgewerke Die Rote und Efraim, die das Thema unter den Bedingungen der zeitgenössischen Gesellschaft durchspielen. In Efraim ist der Protagonist ein emigrierter jüdischer Journalist, der einen vergeblichen Versuch unternimmt, aus seiner Realität auszubrechen, indem er in einem Roman seine von Selbstzweifeln zerfressene Person als literarische Kunstfigur einführt.
Andersch verließ öfter die Pfade einer traditionellen Erzählweise und versuchte sich an der Montage von dokumentarischem Material, Zitaten oder erzählerischen Versatzstücken: Ein Beispiel ist sein Roman Winterspelt, in dem Andersch mit einer an James Joyce erinnernden Montagetechnik aus Kommentaren, inneren Monologen und chronistischen Einlassungen eine Kriegssituation konstruiert, in der die Fahnenflucht als Möglichkeit einer individuellen und kollektiven Befreiung durchgespielt wird. Sein Hörspiel Der Tod des James Dean, in dem er Texte von John Dos Passos verwendete, nannte er selber eine Funkmontage.

## Zitate über Andersch
- „Alfred Andersch ist aus der Literatur und dem geistigen Leben Deutschlands nach 1945 nicht wegzudenken.“ (Karl Otto Conrady)[18]
- „Ich verdanke ihm sehr viel, denn er hat mich bekannt gemacht, er hat mich mit der Kulturindustrie bekannt gemacht. Er hat mir die Tricks, […] die Chancen, die Risiken der Industrie erklärt, und nicht abstrakt, sondern in der Praxis.“ (Hans Magnus Enzensberger)[18]
- „Ich meine: jede Würdigung seines literarischen Werkes, die Alfred Andersch als einen Meister deutscher Prosa entpolitisiert, wäre ein Hohn.“ (Max Frisch)[19]
- „als eines der ersten Werke [über Desertion und Militärgerichtsbarkeit] ist die autobiografische Erzählung […] „Die Kirschen der Freiheit“ hervorzuheben […]. Angesichts der Tatsache, dass Desertion bis heute [um 2010] ein politisch umstrittenes Thema geblieben ist, kann dieses [… Werk] durchaus als Wagnis bezeichnet werden.“ (Peter Kalmbach)[20]

## Kontroversen
Anderschs Verhalten im Zweiten Weltkrieg und dessen Folgen für sein Schreiben wurden 1993 von W. G. Sebald kritisch gewürdigt. Sebald warf Andersch ebenso „literarische Falschmünzerei und Bigotterie“ vor. Er bezweifelte Anderschs moralische Integrität.  Sebalds unversöhnliche Kritik und sein Abheben auf nachgewiesenes persönliches Fehlverhalten Anderschs während des Krieges führte zu einer Kontroverse. Anderschs Werke wurden dabei nicht neu bewertet, doch Sebalds Bericht wurde laut Gunter E. Grimm „in seiner Pauschalität zu Recht zurückgewiesen“.
Anders die Sicht eines Vortrags auf dem Germanistentag 2004: Bei allen Übertreibungen liege Sebalds Kritik teilweise richtig, da Andersch im autobiographischen Bericht eine klare Selbstverklärung und im ersten Roman eine indirekte betrieben habe. Der spätere Efraim-Roman zeuge allerdings von verdeckter Selbstkritik.
Eine weitere Kontroverse betrifft die Begründung, weswegen Andersch 1941 aus der Wehrmacht entlassen wurde. Andersch soll behauptet haben, dass aufgrund einer Verfügung Hitlers ehemalige KZ-Häftlinge mit sofortiger Wirkung ausgemustert werden mussten. Es stellte sich heraus, dass eine solche Verfügung nicht existiert hatte. Vielmehr wurde Andersch entlassen, weil seine Ehefrau als „jüdischer Mischling“ galt.
Außerdem bezeichnete Andersch seine Erzählung Die Kirschen der Freiheit als realitätsgetreuen autobiographischen Bericht. Archivfunde und andere Schriften Anderschs in diesem Kontext erwecken jedoch Zweifel an der Authentizität des Textes.

## Würdigungen zum 100. Geburtstag
Fritz J. Raddatz würdigte Andersch anlässlich dessen 100. Geburtstages als „Verfechter der Freiheit“ im Anschluss an Jean-Paul Sartre. Andersch habe es vermocht, „eine Aura der […] Gerechtigkeit zu verbreiten; auch indem er Unrecht anprangerte“. Das „Großartige an seinem Werk“ sei, „dass er den Irrtum des Subjekts – auch des eigenen Ich – in die Wirrnis der Geschichte überführt“ habe.
Manfred Koch pries Andersch als „Schlüsselfigur der bundesrepublikanischen Kulturgeschichte“. Als „eine Art moderner Mäzen“ habe er die Literatur von Arno Schmidt und Wolfgang Koeppen erst möglich gemacht.
Tilman Krause nahm dagegen Anderschs 100. Geburtstag zum Anlass, die „Opportunismus“-Vorwürfe wieder aufzugreifen. Andersch sei „eine große Hoffnung der deutschen Literatur nach 1945“ gewesen, „wenigstens für diejenigen, die sich an ihrem Mief und Muff, an ihrer öden sozialen Homogenität und nervtötenden intellektuellen Konformität rieben“. Diese Hoffnung habe jedoch getrogen, denn mit dem „Flecken auf seiner Ehre“ habe es „eine Barriere“ gegeben, „an der dieser Mann immer wieder scheiterte, obwohl er unermüdlich Anlauf nahm, sie zu überspringen“. Ingar Solty nahm dagegen in einem längeren Aufsatz die Sebald-Debatte und jüngere historisch-kritische Andersch-Forschung in der Germanistik auf und verteidigte sowohl den literarischen als auch den biografischen Andersch als Nonkonformisten. Anderschs Haltung einer „kämpferischen Resignation“ und die „linke Melancholie“ in seinen bekanntesten Werken aus den 1950er Jahren müssten im historischen Kontext des „Goldenen Zeitalters des Kapitalismus“ und dem verbreiteten „Eindruck einer Ruhigstellung der Klassenkonfrontation“ begriffen und entschlüsselt werden. Solty verwies auf Parallelen zwischen Anderschs Orientierung in dieser Zeit und anderen „heimatlosen Linken“ dieser Epoche wie Michel Foucault, Herbert Marcuse und Pier Paolo Pasolini. Der gängigen These von Anderschs mutmaßlichem „Wiederfinden der Linken“ in den 1970er Jahren widersprach Solty; er bescheinigte Andersch einen kontinuierlichen „nonkonformistischen Mut“.

## Auszeichnungen
- 1958: Deutscher Kritikerpreis
- 1967: Nelly-Sachs-Preis
- 1968: Charles-Veillon-Preis
- 1975: Großer Literaturpreis der Bayerischen Akademie der Schönen Künste

## Werke

### Romane
- Sansibar oder der letzte Grund. Walter, Olten 1957.
- Die Rote. Walter, Olten 1960.
- Efraim. Diogenes, Zürich 1967
- Winterspelt. Diogenes, Zürich 1974, ISBN 3-257-01518-6.

### Erzählungen
- Die Kirschen der Freiheit. Ein Bericht. FVA, Frankfurter Verlagsanstalt, Frankfurt am Main 1952, DNB 450072991.
- Piazza San Gaetano. Suite. Walter, Olten 1957.
- Geister und Leute. Zehn Geschichten. Walter, Olten 1958.
  - darin: Mit dem Chef nach Chenonceaux.
- Ein Liebhaber des Halbschattens. Drei Erzählungen. Walter, Olten 1963.
- Tochter. Erzählung. Diogenes, Zürich 1970, DNB 454576838.
- Gesammelte Erzählungen. Diogenes, Zürich 1971.
- Mein Verschwinden in Providence. Neun neue Erzählungen. Diogenes, Zürich 1971.
- Alte Peripherie. Ausgewählte Erzählungen. Aufbau, Berlin 1973.
- Meistererzählungen. Bertelsmann, Gütersloh 1975.
- Weltreise auf deutsche Art. Eine Geschichte. Diogenes, Zürich 1977.
- Der Vater eines Mörders. Eine Schulgeschichte. Diogenes, Zürich 1980.
- Flucht in Etrurien. Zwei Erzählungen und ein Bericht. Diogenes, Zürich 1981.
- Sämtliche Erzählungen. Diogenes, Zürich 1983.
- Weltreise auf deutsche Art. Gesammelte Erzählungen. Aufbau, Berlin 1985.
- Erinnerte Gestalten. Frühe Erzählungen. Diogenes, Zürich 1986.
- Die Inseln unter dem Winde und andere Erzählungen, Ausgewählt von Winfried Stephan. Diogenes, Zürich 2014, ISBN 978-3-257-06865-8.

### Hörspiele
- Biologie und Tennis. HR 1950.
- Die Feuerinsel oder die Heimkehr des Kapitäns Tizzoni. NWDR 1954.
- Die Letzten vom Schwarzen Mann: HR/NWDR 1954.
- Von Ratten und Evangelisten. SWF 1956.
- Fahrerflucht Mit Hans-Christian Blech (Tankwart), Martin Held (Manager), Gustl Halenke (Mädchen) u.v. a. Regie: Marcel Ophüls. SWF/RB 1957; Buchausgabe: Hans Bredow-Institut, Hamburg 1958.
- Der Tod des James Dean. Eine Funkmontage. Mit Texten von John Dos Passos. Mit Hermann Schomberg (John Dos Passos), Rolf Boysen (Robert Lowry), Klaus Kammer (Allen Ginsberg), Heinz Schimmelpfennig (E. E. Cummings), Herbert Fleischmann (Robinson Jeffers). Regie: Friedhelm Ortmann. SWF/HR/RB 1959; Buchausgabe: Tschudy, St. Gallen 1960.
  - 1997 produzierte der BR Hörspiel und Medienkunst ein Remake. Mit Christian Berkel (John Dos Passos), Ingo Hülsmann (Robert Lowry), Ben Becker (Allen Ginsberg), Detlef Kügow (E. E. Cummings), Timo Dierkes (Robinson Jeffers) u. a. Regie: Barbara Schäfer.
- Der Albino. SWF/RB 1960.
- In der Nacht der Giraffe. HR 1960. Regie: Martin Walser, mit Klaus Kammer, Wolfgang Kieling und Siegfried Wischnewski.
- Die Brandung von Hossegor. NDR/HR/SR/WDR 1978. Regie: Otto Düben, mit Christian Brückner, Christoph Quest, Ursela Monn.

### Lyrik
- empört euch der himmel ist blau. Gedichte und Nachdichtungen 1946–1977. Diogenes, Zürich 1977.

### Essays
- Deutsche Literatur in der Entscheidung. Ein Beitrag zur Analyse der literarischen Situation. Volk & Zeit, Karlsruhe 1948.
- Die Blindheit des Kunstwerks und andere Aufsätze. Suhrkamp, Frankfurt am Main 1965.
- Giorgio Bassani oder vom Sinn des Erzählens. Kulturamt, Dortmund 1969.
- Wie trivial ist der Trivialroman? Diogenes, Zürich 1971.
- Einige Zeichnungen. Diogenes, Zürich 1977.
- Öffentlicher Brief an einen sowjetischen Schriftsteller, das Überholte betreffend. Reportagen und Aufsätze. Diogenes, Zürich 1977.
- Ein neuer Scheiterhaufen für alte Ketzer. Kritiken und Rezensionen. Diogenes, Zürich 1979.
- Es gibt kein fremdes Leid. Briefe und Essays zu Krieg und Frieden. Mit Konstantin Simonow. Galerie, Schwifting 1981.
- „…einmal wirklich leben“. Ein Tagebuch in Briefen an Hedwig Andersch 1943–1975. Diogenes, Zürich 1986.

### Reiseberichte
- Wanderungen im Norden. Walter, Olten 1962.
- Aus einem römischen Winter. Reisebilder. Walter, Olten 1966
- Hohe Breitengrade oder Nachrichten von der Grenze. Diogenes, Zürich 1969.
- Norden, Süden, rechts und links. Von Reisen und Büchern 1951–1971. Diogenes, Zürich 1972.
- Irische Impressionen. Hahnemühle, Dassel 1982.

### Sammlungen
- Bericht, Roman, Erzählungen. Walter, Olten 1965.
- Gerd Haffmans (Hrsg.): Das Alfred-Andersch-Lesebuch. Diogenes, Zürich 1979.
- Dieter Lamping (Hrsg.): Gesammelte Werke in 10 Bänden. Kommentierte Ausgabe. Diogenes, Zürich 2004.